# كونستانتين لوبوف
كونستانتين لوبوف (بالروسية: Лобов, Константин Юрьевич)‏ هو لاعب كرة قدم روسي في مركز الدفاع، ولد في 2 مايو 1981 في كولبينو في روسيا. لعب مع زينيت سانت بطرسبرغ ولوخ إينيرجيا فلاديفوستوك.